# Colias thisoa
Colias thisoa is een vlindersoort uit de familie van de Pieridae (witjes), onderfamilie Coliadinae.
Colias thisoa werd in 1832 beschreven door Ménétriés.